# Project Pluto
A Pluto-terv az Egyesült Államok kormányának egyik fejlesztési terve volt, amely robotrepülőgépeken használható nukleáris torlósugár-hajtómű kifejlesztését célozta. Két kísérleti hajtóművet építettek, ezeket 1961-ben és 1964-ben az Egyesült Államok Energiaügyi Minisztériumának nevadai kísérleti telepén tesztelték.

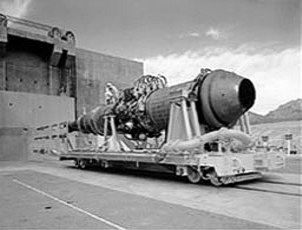
"Tory-IIC" prototípus

## Igények és lehetőségek
A folyamatos szovjet fenyegetésre a Pentagonnak az '50-es és '60-as években voltak már megfelelő válaszai: A B36-os repülők hatótávolsága interkontinentálisnak volt mondható, de folyamatos járőröztetésük éles atomtöltetekkel költséges és veszélyes feladat volt (melyet ekkoriban a Strategic Air Command látott el). Az új projekt, a korlátlan ideig a levegőben maradni képes eszköz terve eleve kizárta, hogy ember vezesse azt (és nem csak a sugárzás miatt, hanem mert a legénység cseréje is nehézkesen lett volna megoldható). Természetesen voltak aggodalmak is: a hadvezetés is tudta, hogy egy nukleáris meghajtású géppel történt katasztrófa több száz kilométeres körzetben érintette volna súlyosan a lakosságot, de ezek a fenntartások egy csapásra megszűntek, mikor az oroszok fellőtték az első Szputnyikot (melyet egy R-7-es rakéta hordozott). Ez az eszköz rámutatott arra, hogy az amerikai ballisztikus rakétákkal szemben az oroszoknak van hatékony ellenszere és alkalomadtán képesek lehetnek pontos ellentámadásra is. A válasz a SLAM (Supersonic Low Altitude Missile) lett, mely a radarok érzékelőzónája alatt nagy sebességgel képes repülni.

## Project Pluto
A gépezet szíve a Pluto fedőnév alatt kifejlesztett nukleáris torlósugárhajtómű volt. A több méter magas rendszer levegőt szívott be majd azt a hagyományos jet-hajtóművektől eltérően nem hajtóanyag elégetésével hevítette és sűrítette, hanem a szükséges hőt egy atomreaktor adta.

### Koncepció
A koncepció lényegében önálló repülést feltételezett, melynek során a gép végigrepüli a szovjet területeket és bombaterhét akár több ponton külön-külön kioldva mérhetetlen pusztítást visz véghez. Emellett a tervezők szerint a hajtómű puszta lökéshulláma is végzett volna az alatta levőkkel illetve a fedetlen reaktorból a levegőbe jutó sugárzás tovább fokozta volna a hatást. Voltak olyan tervek is, hogy ezt a "másodlagos lehetőséget" kihasználva a gép feladata teljesítése után az idők végezetéig repked az ellenséges terület felett így téve ott lehetetlenné az életet.

### Kifejlesztés
A projekt 1957 januárjában indult az USAF égisze alatt az Atomenergetikai Bizottság engedélyével. A Lawrence Livermore laboratórium pénzt nem kímélve dolgozott, közben párhuzamosan folytak a nukleáris rakétahajtómű munkálatai is Los Alamosban. A feladat nem volt egyszerű: a kívánt magasságon és sebességen a szerkezetre az X-15-öshoz képest ötszörös torlónyomás hatott. Új anyagokat, új kohászati eljárásokat és új összeszerelési módszereket kellett kidolgozni, hogy a gép valóban folyamatosan és hosszú időn át a levegőben legyen tartható. A felszállást gyorsítórakétákkal képzelték, majd lakott területektől távol indították volna a Pluto hajtóművet, hogy az óceán felett támadási parancsra váró gép ne veszélyeztesse a polgári lakosságot. Az irányítást a TERCOM navigációs berendezés biztosította, így a gép célra vezethetősége vetekedett a ballisztikus rakétákéval. Az egész gépezet igen kis számú mozgó alkatrésszel dolgozott, így a meghibásodás esélye is minimális volt. Ted Merkle projektvezető „repülő pajszernek” nevezte.
A reaktor teljesítménye 500 megawatt körül mozgott (Tory volt a fedőneve). A géptestet a Chance-Vought cég készítette, míg a torlósugár-hajtóművet a Marquart Aircraft. A félmillió ceruza nagyságú tüzelőanyag-töltetet a Coors gyártotta. Tervezett üzemi hőmérséklete 1600 fok volt, ami csupán 150 fokkal maradt el az öngyulladási értéktől, így igen ügyesen kellett beállítani a szerkezetet, hogy megfelelő teljesítményt adjon le, de ne robbanjon fel.

### Tesztek
Az első tesztekre a Site 401 nevű kísérleti telepen került sor Nevadában. A tesztpadok és kiszolgáló létesítmények megépítéséhez annyi cement kellett, hogy erre egy külön bányát kellett vásárolnia a légierőnek. A szükséges levegőmennyiséget 40 kilométernyi vezetékben 740 fokon tartották olajfűtéssel (a hőt 14 000 000 acélgolyó adta át). Önműködő vasút is készült a hajtómű szállításához.

#### Tory-IIA
1961. május 14-én a Tory-IIA jelű prototípus működésbe lépett és néhány másodperces működése alatt kiválóan funkcionált. Megnyílt az út az új változatok felé.

#### Tory-IIC
A könnyebb és erősebb változat neve Tory-IIC lett, a B nem készült el soha. 513 megawatt reaktorkapacitással 156 kN tolóerőt tudott kifejteni háromszoros hangsebességen. 1964 májusában tesztelték először magas rangú vezetők társaságában, 5 percig működött folyamatosan.

#### Tory-III
Ez lett volna a következő fokozat, mellyel megcélozhatóvá vált a négyszeres hangsebesség. Tervezésébe a 64-es teszt után azonnal belevágtak.

## A projekt leállítása
A kecsegtető lehetőségek és gyakorlati eredmények ellenére az ellenzőknek jó pár érve is volt a fegyver megépítése ellen: először is egy esetleges háborúban a gépet el kellett juttatni az ellenséghez, ez azonban többnyire csak szövetséges vagy semleges államok fölött valósulhatott meg, így azok is sugárterhelésnek lettek volna kitéve. A hajtómű már a tesztek során is 150 dB hangnyomást keltett, ami komolyan veszélyeztette a lopakodó képességét. Ráadásul ebben az időben fordult az érdeklődés az egyre sikeresebb Atlas és Titan hordozórakéták felé.
Az utolsó lehetőség, a sikeres tesztrepülés sosem jött el. Ez volt talán a legnagyobb probléma is egyben: nem volt olyan hely, ahol egy ennyire szennyező repülő eszközt kipróbálhattak volna. 1964. július 1-jén több mint 7 év és 260 millió elköltött dollár után törölték a projektet, melynek haszna nehezen állapítható meg. Az atomláz eme gyöngyszeme több ekkoriban felvetődött őrült, de magvalósítható ötlettel együtt sosem készült el.

## Külső hivatkozások
Nukleáris meghajtású repülőgép hozta volna el a világvégét (Háború Művészete, Laczkó Mihály Balázs)